# Ligament suspensor al clitorisului
Ligamentul suspensor al clitorisului (lat. ligamentum Suspensorium clitoridis) reprezintă fascicul de fibre conjunctive, care fixează corpul clitorisului pe simfiza pubiană. De asemenea, ligamentul suspensor menține stabil unghiul clitorisului. Fasciculele conjunctive alcătuiesc o formațiune triunghiulară, cu vârful orientat superior la muntele lui Venus și cu baza inferioară spre corpul clitorisului.
În timpul excitației sexuale, ligamentul se scurtează și se dilată, determinând retragerea glandului clitorisului sub pielea prepuțului.